# Гусляр (сборник)
Гусляр (бел. Гусляр) — второй поэтический сборник белорусского поэта Янки Купалы, изданный в октября 1910 года.  
Сборник положил начало философскому течению в белорусской национальной лирической поэзии. Общефилософские, универсальные стихотворения «Гусляра» утверждали новаторский характер сборника, как еще один значительный шаг в развитии всей белорусской литературы..

## Критика
Белорусский писатель и критик Альгерд Бульба в своей рецензии на сборник, опубликованной в газете «Наша Ніва» 21 октября 1910 года, отмечает в произведениях поэта огромное богатство воображения, форм, настроений, умение гармонично слиться в одном стихотворении. мысль и чувство, найти «родной тон», «отдельный белорусский мотив» из любого проявления современной жизни, из воспоминаний и фактов истории. А. Бульба выразил глубоко оптимистичную веру в великое будущее Купалы как национального поэта:

В собственном авторском творчестве Купале нет равных… Я верю, что дальнейшее оригинальное творчество Янки Купалы займет одно из наших первых мест…
Оригинальный текст (бел.)Ва ўласных самабытных творах Купала не мае роўных сабе… Веру, што далейшай самабытнай творчай працай Янка Купала зойме ў нас адно з першых месц….